# Brembacher Weinberge - Klausberg - Scherkonde
Brembacher Weinberge - Klausberg - Scherkonde este o arie protejată (arie specială de conservare — SAC, sit de importanță comunitară — SCI) din Germania întinsă pe o suprafață de 144 ha, integral pe uscat.

## Localizare
Centrul sitului Brembacher Weinberge - Klausberg - Scherkonde este situat la coordonatele 51°08′02″N 11°15′40″E / 51.1339°N 11.2611°E.

## Înființare
Situl Brembacher Weinberge - Klausberg - Scherkonde a fost declarat sit de importanță comunitară în septembrie 2000 pentru a proteja 5 specii de animale. Situl a fost protejat și ca arie specială de conservare în iulie 2008.

## Biodiversitate
Situată în ecoregiunea continentală, aria protejată conține 7 habitate naturale: Cursuri de apă de la nivel de câmpie la nivel montan, cu vegetație Ranunculion fluitantis și Callitricho-Batrachion, Pajiști carstice calcaroase sau bazofile, de Alysso-Sedion albi, Pajiști uscate seminaturale și facies de acoperire cu tufișuri pe substraturi calcaroase (Festuco-Brometalia) (* situri importante pentru orhidee), Pajiști stepice subpanonice, Liziere de ierburi înalte hidrofile de câmpie și de nivel montan până la alpin, Fânețe de joasă altitudine (Alopecurus pratensis, Sanguisorba officinalis), Păduri aluvionare cu Alnus glutinosa și Fraxinus excelsior (Alno-Padion, Alnion incanae, Salicion albae).
La baza desemnării sitului se află mai multe specii protejate de  păsări (5): presură sură (Emberiza calandra), capîntortură (Jynx torquilla), sfrâncioc roșiatic (Lanius collurio), gaia roșie (Milvus milvus), ciocănitoare verzuie (Picus canus)
Pe lângă speciile protejate, pe teritoriul sitului au mai fost identificate 24 de specii de plante, 1 specie de amfibieni, 66 de specii de nevertebrate, 1 specie de reptile.